# Gare de Fribourg
Ne doit pas être confondu avec Gare centrale de Fribourg.
 (décembre 2024).
Motif : usage abusif de logos dans le corps du texte malgré l'interdiction.
La gare de Fribourg est une gare ferroviaire et routière située à Fribourg, en Suisse.

## Histoire

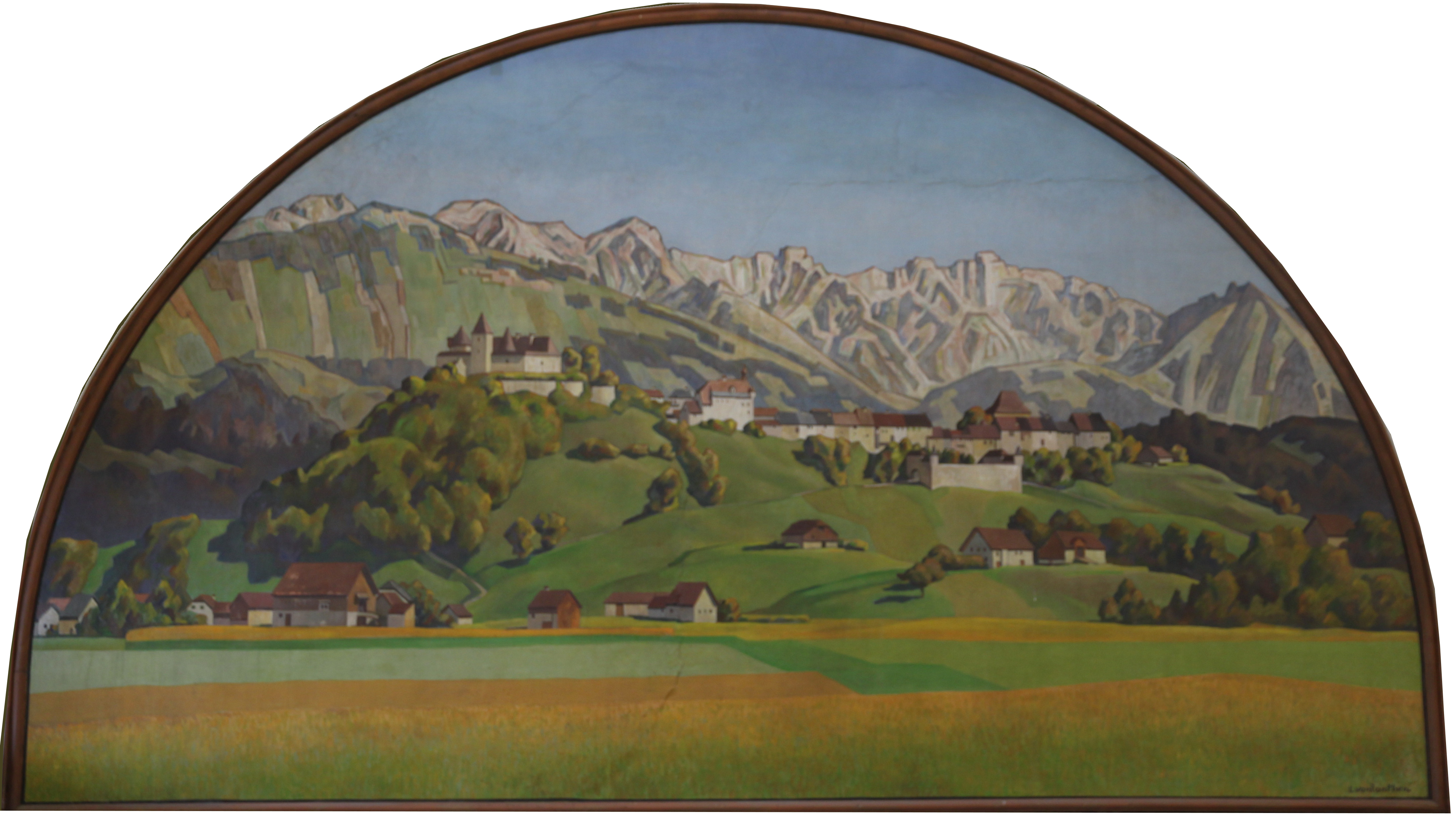
Peinture murale de Louis Vonlanthen située dans le hall d'entrée de la gare de Fribourg montrant la région de la Gruyère et le château de Gruyères.

Dès 1848, le Conseil d'État fribourgeois, conscient de l'enjeu que représente une ligne ferroviaire reliant Fribourg au reste de la Suisse, réagit au projet de ligne Lausanne - Yverdon - Payerne - Morat - Berne, lancé par les frères Pereire, en trouvant une entreprise prête à investir dans une ligne fribourgeoise. Julien Schaller, conseiller d'État et conseiller national, réussit à convaincre grâce à des arguments militaires. En effet, avec une voie ferrée déjà présente au pied du Jura, il est préférable de prévoir une seconde ligne plus éloignée de la frontière.
La ligne Berne - Fribourg est inaugurée le 20 août 1862, et celle de Lausanne - Fribourg, le 2 septembre de la même année par la Société des chemins de Fer Ouest-Suisse. À cette époque, une simple baraque en bois faisait office de gare. Un premier bâtiment la remplace en 1872-1873, lors de sa construction, confiée à l'architecte Adolphe Fraisse. Dès 1905, les autorités désirent une nouvelle gare ; les travaux débutent le 16 mai 1927 à quelques mètres de l'ancienne. L'inauguration a lieu le 31 janvier 1929.
Le 7 septembre 2007, l'ancienne gare de 1872, est devenue un centre culturel, réunissant un café, une salle de spectacles et deux festivals, pour la somme de 4,5 millions de francs. Classé monument historique, le bâtiment abrite le Nouveau Monde et sa salle de spectacles, le Festival international de films de Fribourg et le Belluard Bollwerk International.
Le 11 décembre 2011, le RER (S-Bahn) de Fribourg est mis en service par les CFF, le BLS et les TPF. En 2012, afin de refléter le caractère bilingue de la ville et du canton de Fribourg, la gare inaugure des panneaux dans ses deux langues officielles : « Fribourg/Freiburg ».
La ville de Fribourg lance un concours architectural en vue de réaménager la place de la gare. Le projet choisi en 2016 verra l'intégration de la fontaine Jean Tinguely et sera réalisé entre 2020 et 2022.
À partir du 4 mars 2021, et pour une durée de quatre ans, des travaux sont entrepris pour une somme avoisinant les 110 millions de francs afin d'augmenter les capacités de la gare, faciliter les accès aux personnes handicapées, renouveler  les installations ferroviaires et créer un nouveau passage sous les voies.

## Situation
La gare de Fribourg/Freiburg est située en plein centre-ville de Fribourg. Il est possible d'y accéder en train grâce aux connexions grandes lignes, aux trains régionaux ainsi qu'aux diverses lignes de bus. Il est aussi possible d'y accéder en voiture et de s'y parquer. 
Fribourg est la gare intermédiaire entre Berne et Lausanne et fait correspondance avec les diverses lignes régionales.

## Liaisons

### Liaisons routières

#### Liaisons urbaines
- 1 Granges-Paccot, Portes-de-Fribourg - Marly, Gérine
- 2 Fribourg, Schoenberg Dunant - Villars-sur-Glâne, Les Dailles
- 3 Givisiez, Jura Mon carmel - Fribourg, Pérolles Charmettes
- 4 Gare de Fribourg - Fribourg, Auge Sous-Pont
- 5 Fribourg, Torry / Villars-sur-Glâne, Gare
- 6 Fribourg, Guintzet - Fribourg, Musy 4
- 8 Corminboeuf, Ancienne Poste - Marly, Piscine
- 9 Villars-sur-Glâne, Petit-Moncor - Corminboeuf, Jo-Siffert / Givisier, La Faye
- 11 Gare de Fribourg - Rosé, Gare

#### Liaisons régionales
- 123 Fribourg - Tafers - Plaffeien - Schwarzsee
- 124 Fribourg - St. Ursen - Tafers - Düdingen
- 127 Fribourg - Rechthalten - Plaffeien
- 129 Fribourg - Marly - Giffers - Plaffeien
- 181 Fribourg - Heitenried - Schwarzenburg
- 182 Fribourg - Heitenried - Schmitten
- 231 Fribourg - Le Mouret - Bonnefontaine
- 233 Fribourg - Treyvaux - Le Pratzey
- 234 Fribourg - La Roche - Bulle
- 245 Fribourg - La Roche - Charmey - Gruyères - Jaun
- 336 Fribourg - Farvagny-le-Grand - Le Bry - Bulle
- 337 Fribourg - Posat - Farvagny
- 470 Fribourg - Farvagny-le-Grand - Orsonnens - Romont
- 544 Fribourg - Avenches - Domdidier - Gletterens
- 545 Fribourg - Courtepin

#### Liaisons nocturnes
- 141 Fribourg - Alterswil - Rechthalten - St. Ursen
- 142 Fribourg - Giffers - Plasselb - Schwarzsee
- 143 Fribourg - Düdingen - Tafers - St. Ursen
- 145 Fribourg - Düdingen - Morat - Sugiez
- 280 Fribourg - Marly - Arconciel - La Roche
- 281 Fribourg - Marly - Villars-sur-Glâne
- 331 Fribourg - Farvagny - Bulle
- 361 Fribourg - Rosé - Lentigny - Nierlet-les-Bois
- 362 Fribourg - Villars-sur-Glâne - Matran - Rosé
- 477 Fribourg - Romont
- 541 Fribourg - Courtepin - Gletterens
- 543 Fribourg - Marly
- 559 Fribourg - Estavayer-le-Lac - Vallon
- 917 Fribourg - Düdingen - Berne

### Liaisons ferroviaires
- 1 Genève-Aéroport – Genève-Cornavin – Lausanne – Fribourg – Berne – Gare centrale de Zurich – Zurich Oerlikon – Zurich Aéroport – Winterthour – Wil – Uzwil – Flawil – Gossau – Saint-Gall
- 15 Genève-Aéroport – Genève-Cornavin – Nyon – Morges – Lausanne – Palézieux – Romont – Fribourg – Berne – Zofingue – Sursee – Lucerne

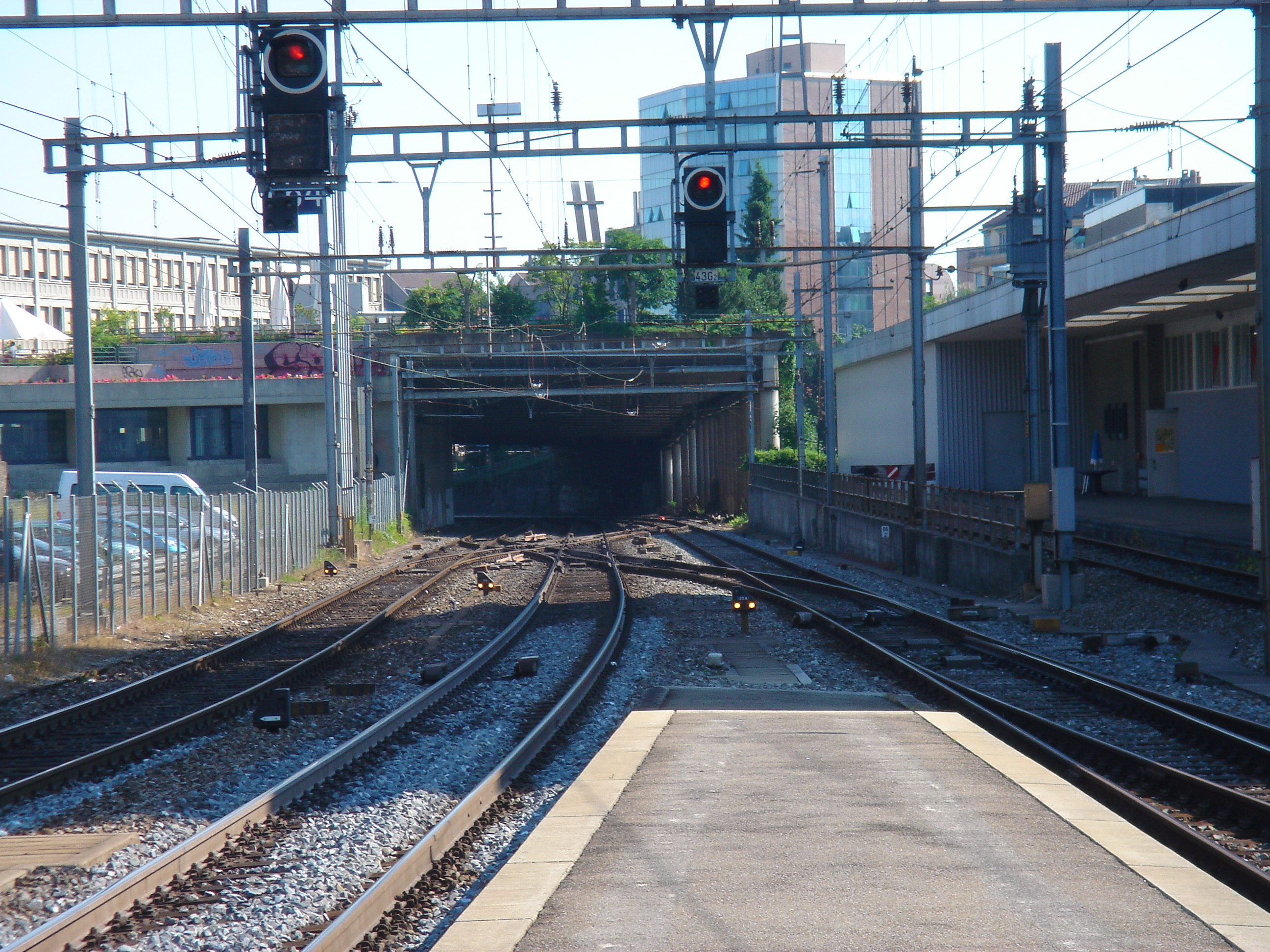
Voies ferrées en gare de Fribourg/Freiburg.

- RE2 : Broc-Fabrique - Bulle - Romont - Fribourg - Düdingen - Berne
- RE3 : Broc-Fabrique - Bulle - Romont - Fribourg - Düdingen
- SS 1: Fribourg - Berne - Thun

- S20 S21 : Fribourg - Morat - Ins - Neuchâtel
- S30 : Fribourg - Payerne - Estavayer-le-Lac - Yverdon-les-Bains
- S40 S41 : Lausanne - Romont - Fribourg

#### Liaisons nationales
| Origine         | Arrêt précédent | Train | Train | Train | Arrêt suivant | Destination |
| --------------- | --------------- | ----- | ----- | ----- | ------------- | ----------- |
| Genève-Aéroport | Lausanne        |       | IC    |       | Berne         | Saint-Gall  |
| Genève-Aéroport | Romont          |       | IR    |       | Berne         | Lucerne     |

#### Liaisons régionales
| Origine           | Arrêt précédent | Train | Train                  | Train | Arrêt suivant     | Destination |
| ----------------- | --------------- | ----- | ---------------------- | ----- | ----------------- | ----------- |
| Broc-Chocolaterie | Romont          |       | RE2                    |       | Guin              | Berne       |
| Broc-Chocolaterie | Romont          |       | RE3                    |       | Guin              | Guin        |
| Neuchâtel         | Givisiez        |       | S20                    |       | Terminus          | Terminus    |
| Neuchâtel         | Givisiez        |       | S21                    |       | Terminus          | Terminus    |
| Yverdon-les-Bains | Givisiez        |       | S30                    |       | Terminus          | Terminus    |
| Terminus          | Terminus        |       | S40                    |       | Villars-sur-Glâne | Lausanne    |
| Terminus          | Terminus        |       | S41                    |       | Villars-sur-Glâne | Lausanne    |
| Terminus          | Terminus        |       | BLS ligne non précisée |       | Poya              | Thoune      |

## Commerces et services
La gare de Fribourg/Freiburg comprend différents commerces et services.